# Saving Silverman
Saving Silverman (Brasil: Mulher Infernal / Portugal: Um Diabo de Miúda) é um filme de comédia de 2001 dirigido por Dennis Dugan e estrelada por Jason Biggs, Steve Zahn, Jack Black e Amanda Peet. Neil Diamond tem uma participação especial interpretando a si mesmo. No filme, os amigos de longa data de Darren Silverman tentam salvá-lo de se casar com sua nova namorada controladora, de quem ameaça o comportamento dos amigos, sua banda, e possibilidade de felicidade de Darren ao longo da vida com seu amor verdadeiro.
Fora da América do Norte, o filme foi intitulado Evil Woman. No Brasil, o nome seria inicialmente Bons Amigos, Ideias Debiloides.

## Elenco
- Jason Biggs — Darren Silverman
- Steve Zahn — Wayne Lefessier
- Jack Black — J.D. McNugent
- Amanda Peet — Judith Fessbeggler
- Amanda Detmer — Sandy Perkus
- R. Lee Ermey — Treinador Norton
- Neil Diamond — Ele mesmo
- Kyle Gass — Garoto no bar

## Produção
O ator Jack Black recebeu um cachê de US$1 milhão para atuar em Saving Silverman.
Este filme está dentro de um tipo de filme cross-gênero a partir do final da década de 1990 e início de 2000 em que os noivos são salvos, ou quase salvos, desde um casamento de mau gosto. Membro do elenco Jason Biggs disse que o filme é baseado em "um problema universal" de namoradas que controlar seus parceiros com seus amigos.
Saving Silverman foi filmado em Vancouver, Colúmbia Britânica a um custo de US$22 milhões. Neil Diamond disse com humor "Fui arrastado para este projeto esperneando e gritando."

## Recepção
Comentários do filme foram amplamente negativos, ganhando o filme uma classificação crítica de 18% no Rotten Tomatoes (com consenso do site afirmando: "Arrastado por um enredo sem qualquer senso de lógica e, personagens antipáticos detestáveis, esta comédia é mais bruto e mau-espirituoso do que engraçado.") e 22/100 no Metacritic.
O filme estreou em 3º na tomada norte-americana de bilheteria com $7.4 milhões USD em sua semana de estreia. O filme arrecadou um total nacional de $19,402,030 e $26,086,706 em todo o mundo a partir de um $22 milhões de orçamento. Ele abriu atrás The Wedding Planner e Hannibal, que estreou no primeiro lugar.

## Home media
Saving Silverman foi lançado em duas versões em home vídeo - a versão PG-13, inapropriedado para jovens nesta faixa de idade, havia sido liberado nos cinemas, e a versão Restrita com corte original. As diferenças entre as duas versões são em sua maioria pequenas alterações e adições ao diálogo em certas cenas, embora duas novas cenas aparecem com algumas outras cenas no filme trocadas para compensar o prazo de tempo mais longo.
Saving Silverman foi um dos primeiros filmes da Columbia Pictures a ser lançado pelo selo Columbia TriStar Home Entertainment.